# Isobel Dalton
Isobel Dalton (Barnsley, 9 settembre 1997) è una calciatrice australiana, centrocampista del Lewes.

## Biografia
Isobel "Izzy" Dalton nasce a Barnsley, Regno Unito, il 9 settembre 1997, da Iain e Jackie Dalton, famiglia di sportivi dove il padre allena una squadra di calcio. Rimane in Inghilterra fino all'età di 8 anni, seguendo la famiglia che aveva deciso di trasferirsi in Australia.

## Carriera

### Club
In Australia indossa la maglia del Brisbane Roar, squadra che disputa la W-League, il massimo livello del campionato australiano femminile di calcio, debuttando con la prima squadra durante la stagione 2014-2015, marcando una presenza in campionato in occasione dell'incontro dell'8 novembre 2014, scesa in campo per i minuti finali della partita casalinga vinta 3-0 con le avversarie dell'Adelaide United.
A stagione conclusa, nella pausa tra i campionati decide di trasferirsi nuovamente in Europa sottoscrivendo un accordo con il Bristol Academy. Nella squadra inglese, che disputa il campionato di FA WSL 1 2015, trova poco spazio, marcando solo una presenza, condividendo per sei mesi la difficilissima stagione che vede il Bristol Academy poco competitivo rimanere costantemente a fondo classifica per terminare all'ottavo e ultimo posto, con conseguente retrocessione per il campionato seguente.

### Calcio universitario
Dopo aver conseguito il diploma alla Unity College di Caloundra, nel Queensland, nel 2016 si trasferisce negli Stati Uniti d'America per perfezionare gli studi, iscrivendosi alla University of Colorado at Boulder con sede a Boulder, in Colorado. Qui affianca per tre anni il percorso scolastico a quello sportivo, giocando nella squadra di calcio universitario femminile dell'ateneo, le Colorado Buffaloes, iscritta alla Division I della National Collegiate Athletic Association (NCAA).

### Nuovamente nei club
Terminati gli studi, nell'estate 2019 fa ritorno in Inghilterra, siglando un accordo con il Nottingham Forest, dove per la prima parte della stagione 2019-2020 colleziona 11 presenze, tuttavia già a novembre Dalton annuncia il suo ritorno in Australia, accasandosi al Brisbane Roar, separandosi così dalla società di Nottingham. Con la maglia della società di Brisbane disputa il campionato di W-League 2019-2020, marcando 11 presenze e terminando con la sua squadra al quinto posto.
Nell'estate 2020 coglie l'occasione per giocare in un nuovo campionato estero, sottoscrivendo un accordo con il Napoli, neopromosso in Serie A per la stagione 2020-2021, tuttavia a novembre fa ritorno in Australia, ancora al Brisbane Roar.

### Nazionale
Dalton inizia a essere convocata dalla federazione calcistica dell'Australia (FFA), indossando inizialmente la maglia della formazione Under-15. Dal 2012 passa a quella della Under-16 in occasione delle qualificazioni al campionato asiatico di Nanchino 2013, contribuendo ad ottenere l'accesso alla fasi finale nell'incontro dell'8 novembre vinto per 5-0 sulle pari età della Birmania, incontro dove apre le marcature al 35'.